# Ellen Corby
Ellen Hansen Corby (Racine, Wisconsin, 3 de junio de 1911-Los Ángeles, California, 14 de abril de 1999) fue una actriz estadounidense, que se hizo conocida por su papel como Esther Walton en la serie de los años setenta The Waltons.

## Biografía

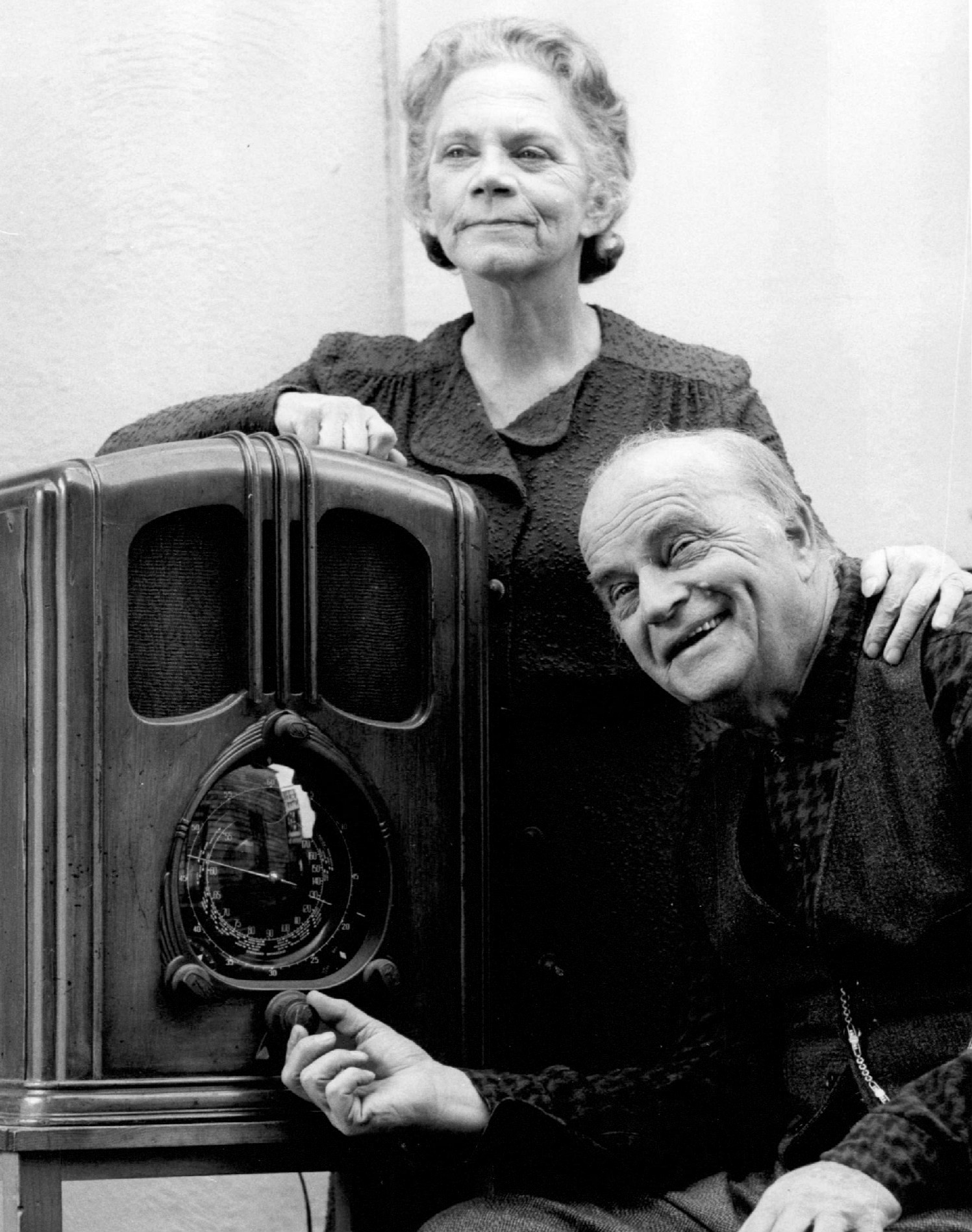
Corby y Edgar Bergen en 1971.

Ellen Hansen nació en Racine, Wisconsin, de padres inmigrantes daneses. Creció en Filadelfia. Su interés por el teatro aficionado la llevó a Atlantic City en 1932, donde trabajó brevemente como corista. Ese mismo año se trasladó a Hollywood y consiguió un trabajo como guionista en los estudios RKO y Hal Roach, donde trabajó a menudo en las comedias de Our Gang, junto a su futuro marido, el director de fotografía Francis Corby. Ocupó ese puesto durante los 12 años siguientes y tomó clases de interpretación de forma paralela.
En 1999, tras varios años de deterioro de su salud, Corby falleció a los 87 años en el Motion Picture & Television Country House and Hospital de Woodland Hills, Los Ángeles. Su memorial se encuentra en Forest Lawn Memorial Park, Glendale, California.

## Trayectoria
Aunque tuvo pequeños papeles en más de 30 películas en las décadas de 1930 y 1940, incluidas Babes in Toyland (1934) y It's a Wonderful Life (1946), su primer papel como actriz fue en Cornered (1945), de la RKO, en la que interpretó a una criada, seguido de un breve papel sin acreditar como cocinera en The Locket (1946). Corby comenzó su carrera como guionista en los estudios Paramount trabajando en el western Crepúsculo en el camino (1941).
Recibió una nominación al Oscar y un Globo de Oro a la mejor actriz de reparto por su interpretación de una tía enamorada en Me acuerdo de mamá (1948). Durante las cuatro décadas siguientes, trabajó en cine y televisión, interpretando normalmente a criadas, secretarias, camareras o cotillas, a menudo en películas del Oeste, y tuvo un papel recurrente como Henrietta Porter, editora de un periódico, en la serie de TV Trackdown.
Corby interpretó a la anciana Sra. Lesh, la vendedora ambulante de coches, en The Andy Griffith Show de la CBS. También actuó como actriz invitada en Wagon Train, Cheyenne, The Guns of Will Sonnett, Dragnet (varios episodios), Rescue 8, The Restless Gun (dos episodios), The Rifleman, The Life and Legend of Wyatt Earp, Fury, The Donna Reed Show, Frontier Circus, Hazel, I Love Lucy, Dennis the Menace, Tightrope, Bonanza, The Big Valley, Meet McGraw, The Virginian, Channing, Alfred Hitchcock Presents, Batman, Get Smart, Gomer Pyle, The Addams Family (como la madre de Lurch), The Beverly Hillbillies, The Invaders, Lassie y Night Gallery. De 1965 a 1967, tuvo un papel recurrente en la serie de televisión de la NBC Please Don't Eat the Daisies, basada en una película anterior de Doris Day.
Su papel más conocido fue el de la abuela Esther Walton en la película para televisión The Homecoming: Un cuento de Navidad (1971), que sirvió de piloto para The Waltons. Su marido, Zebulon Walton, fue interpretado por el actor Edgar Bergen en la película. Corby retomó su papel en la serie semanal de televisión The Waltons. (Fue la única actriz adulta del piloto original de Homecoming que trasladó su papel a la serie). El actor Will Geer interpretó a su marido en la serie desde 1972 hasta su muerte en 1978, momento en el que también fue enterrado el personaje de Zebulon Walton. La serie se emitió de 1972 a 1981 y dio lugar a seis secuelas. Por su trabajo en The Waltons, obtuvo tres premios Emmy y otras tres nominaciones como mejor actriz de reparto. También ganó un Globo de Oro a la mejor actriz de reparto en una serie de televisión por The Waltons, y fue nominada otras tres veces. Abandonó la serie el 10 de noviembre de 1976, debido a un derrame cerebral masivo que había sufrido en casa, que le impedía hablar y limitaba gravemente su movilidad y funcionalidad. Regresó a la serie durante el último episodio de la temporada 1977-78, con su personaje representado también recuperándose de un derrame cerebral.
Permaneció en The Waltons hasta el final de la temporada 1978-79, en la que Esther Walton tuvo que luchar con sus problemas de apoplejía, al igual que Corby en la vida real. Aunque Corby pudo comunicarse después de su apoplejía, las líneas de su personaje se limitaban normalmente a una palabra o a un diálogo de una sola frase. Por ejemplo, al recibir la noticia del ataque japonés a Pearl Harbor, exhortó a la familia a "rezar, rezar, rezar".
Su papel pasó a ser recurrente durante las dos últimas temporadas de The Waltons, aunque más tarde retomó su papel de abuela Walton en cinco de las seis películas de reunión de The Waltons entre 1982 y 1997.

## Filmografía

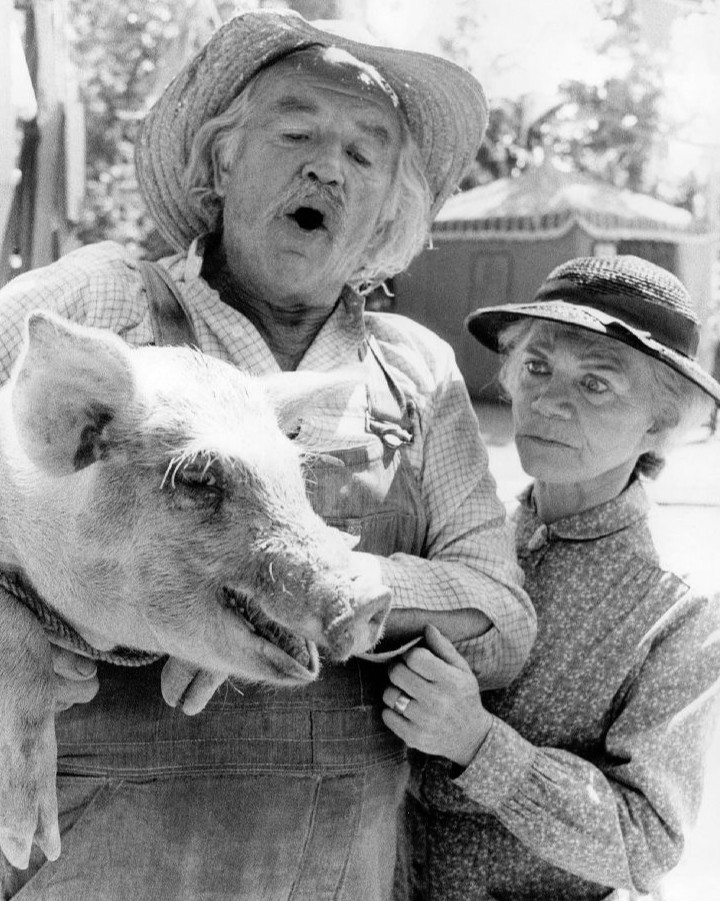
Ellen Corby junto a Will Geer en The Waltons (1974).

| - Rafter Romance (1933) - Sons of the Desert (1933) - Twisted Rails (1934) - Speed Limited (1935) - The Broken Coin (1936) | - Cornered (1945) - The Scarlet Horseman (1946) - The Spiral Staircase (1946) - From This Day Forward (1946) - The Dark Corner (1946) - The Truth About Murder (1946) - Bedlam (1946) - In Old Sacramento (1946) - Lover Come Back (1946) - Till the End of Time (1946) - Cuban Pete (1946) - Crack-Up (1946) - Amor sublime (1946) - The Locket (1946) - It's a Wonderful Life (1946) - Beat the Band (1947) - Born to Kill (1947) - The Long Night (1947) - Living in a Big Way (1947) - They Wont Believe Me (1947) - The Bachelor and the Bobby-Soxer (1947) - The Hal Roach Comedy Carnival (1947) - The Fabulous Joe (1947) - Driftwood (1947) - Railroaded! (1947) - Forever Amber (1947) - If You Knew Susie (1948) - I Remember Mama (1948) - The Noose Hangs High (1948) - Fighting Father Dunne (1948) - The Dark Past (1948) - Strike It Rich (1949) - Rusty Saves a Life (1949) - A Woman's Secret (1949) - Mujercitas (1949) - The Judge Steps Out (1949) - Mighty Joe Young (1949) - Madame Bovary (1949) |

| - Captain China (1950) - Caged (1950) - The Gunfighter (1950) - Peggy (1950) - Edge of Doom (1950) - Harriet Craig (1950) - Stars over Hollywood (1950) - Angels in the Outfield (1951) - The Barefoot Mailman (1951) - Goodbye, My Fancy (1951) - Here Comes the Groom (1951) - The Mating Season (1951) - On Moonlight Bay (1951) - The Sea Hornet (1951) - Stars over Hollywood (1951) - Fearless Fagan (1952) - Monsoon (1952) - Your Jeweler's Showcase (1952) - A Lion Is in the Streets (1953) - Dragnet (1953) - Letter to Loretta (1953) - Shane (1953) - The Story of Three Loves (1953) - Woman They Almost Lynched (1953) - The Vanquished (1953) - You Are There (1953) - Sabrina (1954) - About Mrs. Leslie (1954) - The Bowery Boys Meet the Monsters (1954) - Dragnet (1954) - The Ford Television Theatre (1954) - Four Star Playhouse (1954) - Lux Video Theatre (1954) - Susan Slept Here (1954) - Untamed Heiress (1954) - General Electric Theater (1954) - Alfred Hitchcock Presents (1955) - Illegal (1955) - The Millionaire (1955) - Stage 7 (1955) - Alfred Hitchcock Presents (1956) - The Go-Getter (1956) - I Love Lucy (1956) - Lux Video Theatre (1956) - Matinee Theater (1956) - The Millionaire (1956) - The Roy Rogers Show (1956) - Stagecoach to Fury (1956) - Slightly Scarlet (1956) - The People's Choice (1956, 1958) - The Adventures of Jim Bowie (1957) - The Adventures of Rin Tin Tin (1957) - All Mine to Give (1957) - God Is My Partner (1957) - The Life and Legend of Wyatt Earp (1957) - Mr. Adams and Eve (1957) - Night Passage (1957) - The Joseph Cotten Show (1957) - Rockabilly Baby (1957) - The Seventh Sin (1957) - The 20th Century-Fox Hour (1957) - Trackdown (1957–1959) - Alfred Hitchcock Presents (1958) - As Young as We Are (1958) - Decision (1958) - Macabre (1958) - The Restless Gun (1958) - Richard Diamond, Private Detective (1958) - The Texan, as Katy Clayton en "The Lord Will Provide" (1958) - Vertigo (1958) - Richard Diamond, Private Detective (1959) - The DuPont Show with June Allyson, as Mrs. Walters - Lock Up (1959) - Wagon Train (1959) - The Restless Gun (1959) - Perry Mason (1959) - Trackdown (1959) - Peter Gunn (1959) - 77 Sunset Strip (1959) | - Alfred Hitchcock Presents (1960) - Bonanza (1960) - The Chevy Mystery Show (1960) - General Electric Theater (1960) - Hot off the Wire (1960) - The Rebel (1960) - Lock Up (1960) - The Rifleman (1960) - Tales of Wells Fargo (1960) - Boris Karloff's Thriller (1960) - Tightrope (1960) - Visit to a Small Planet (1960) - Wagon Train (1960) - Dennis the Menace (1960) - Hennesey (1960-1961) - Follow the Sun (1961) - Frontier Circus (1961) - General Electric Theater (1961) - Lassie (1961) - Pocketful of Miracles (1961) - The Rifleman (1961) - Surfside 6 (1961) - The Tab Hunter Show (1961) - The Tall Man (1961) - Cheyenne (1962) - The Dick Powell Show (1962) - Dr. Kildare (1962) - Saintly Sinners (1962) - 87th Precinct (1962) - The Andy Griffith Show (1963) - Bonanza (1963) - The Caretakers (1963) - The Lucy Show (1963) - McKeever and the Colonel (1963) - 4 for Texas (1963) - The Alfred Hitchcock Hour (1964) - The Beverly Hillbillies (1964) - Destry (1964) - Gomer Pyle, U.S.M.C. (1964) - Hush… Hush, Sweet Charlotte (1964) - The Strangler (1964) - The Virginian (1964) - The Addams Family (1965) - Ben Casey (1965) - Daniel Boone (1965) - The Donna Reed Show (1965) - The Family Jewels (1965) - The Farmer's Daughter (1965) - Please Don't Eat the Daisies (1965) - Bob Hope Presents the Chrysler Theatre (1966) - The F.B.I. (1966) - The Fugitive (1966) - Get Smart (1966) - The Ghost and Mr. Chicken (1966) - The Glass Bottom Boat (1966) - Honey West (1966) - Laredo (1966) - Lassie (1966) - The Night of the Grizzly (1966) - The Girl from U.N.C.L.E. (1967) - The Big Valley (1967) - The F.B.I. (1967) - The Gnome-Mobile (1967) - The Invaders (1967) - Ironside (1967) - Mr. Terrific (1967) - Rango (1967) - Batman (1968) - The F.B.I. (1968) - The Guns of Will Sonnett (1968) - Hawaii Five-O (1968) - The High Chaparral (1968) - Lassie (1968) - The Legend of Lylah Clare (1968) - The Mystery of Edward Sims (1968) - Adam-12 (1969) - Angel in My Pocket (1969) - Gomer Pyle, U.S.M.C. (1969) - Lancer (1969) - The Outsider (1969) - Ruba al prossimo tuo (1969) |

| - The F.B.I. (1970) - Bracken's World (1970) - Nanny and the Professor (1970) - Adam-12 (1971) - Cannon (1971) - The Homecoming: A Christmas Story (1971) - Love, American Style (1971) - The Odd Couple (1971) - Support Your Local Gunfighter (1971) - A Tattered Web (1971) - The Partners (1971) - Love, American Style (1972) - Napoleon and Samantha (1972) - Night Gallery (1972) - The Waltons (1972) - Tenafly (1973) - The Story of Pretty Boy Floyd (1974) | - All the Way Home (1981) - Wedding on Walton's Mountain (1982) - A Day for Thanks on Walton's Mountain (1982) - A Walton Thanksgiving Reunion (1993) - A Walton Wedding (1995) - A Walton Easter (1997) |

## Como escritora
- The Broken Coin (1936)
- Twilight on the Trail (1941)
- Hoppy's Holiday (1947)

## Premios y distinciones
Premios Óscar
| Año  | Categoría               | Película          | Resultado |
| ---- | ----------------------- | ----------------- | --------- |
| 1949 | Mejor actriz de reparto | Nunca la olvidaré | Nominado  |